# Mur en mémoire de ceux qui sont morts pour l'Ukraine
Le mur en la mémoire de ceux qui sont morts pour l'Ukraine (en ukrainien : Стіна пам'яті загиблих за Україну) est un monument commémorant principalement les personnes qui sont mortes pour l'Ukraine. Il se trouve à Kiev devant le monastère Saint-Michel-au-Dôme-d'Or.

## Histoire
Depuis février 2022 c'est un lieu d'hommage qui est honoré par plusieurs hommes politiques.

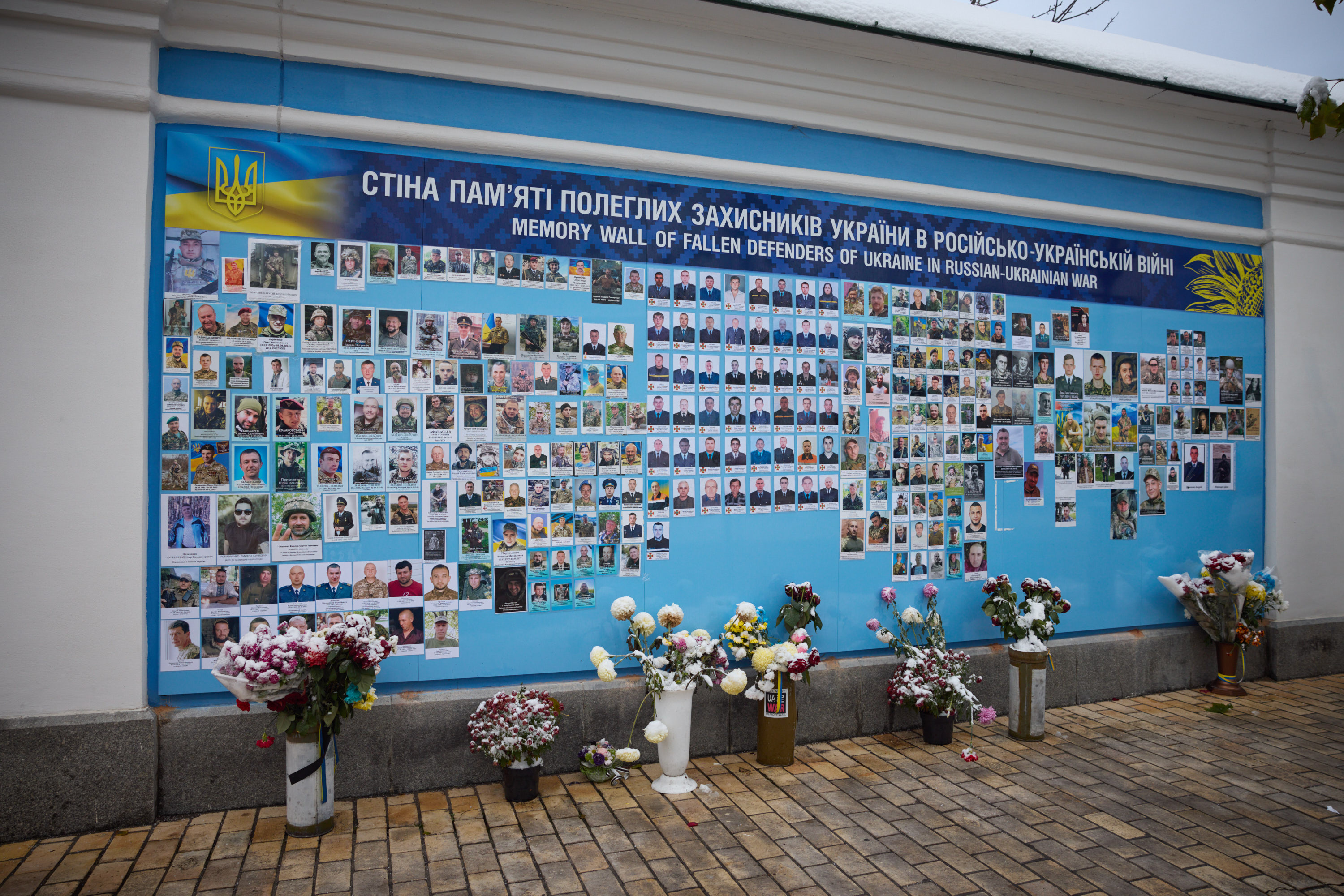
Le mur.
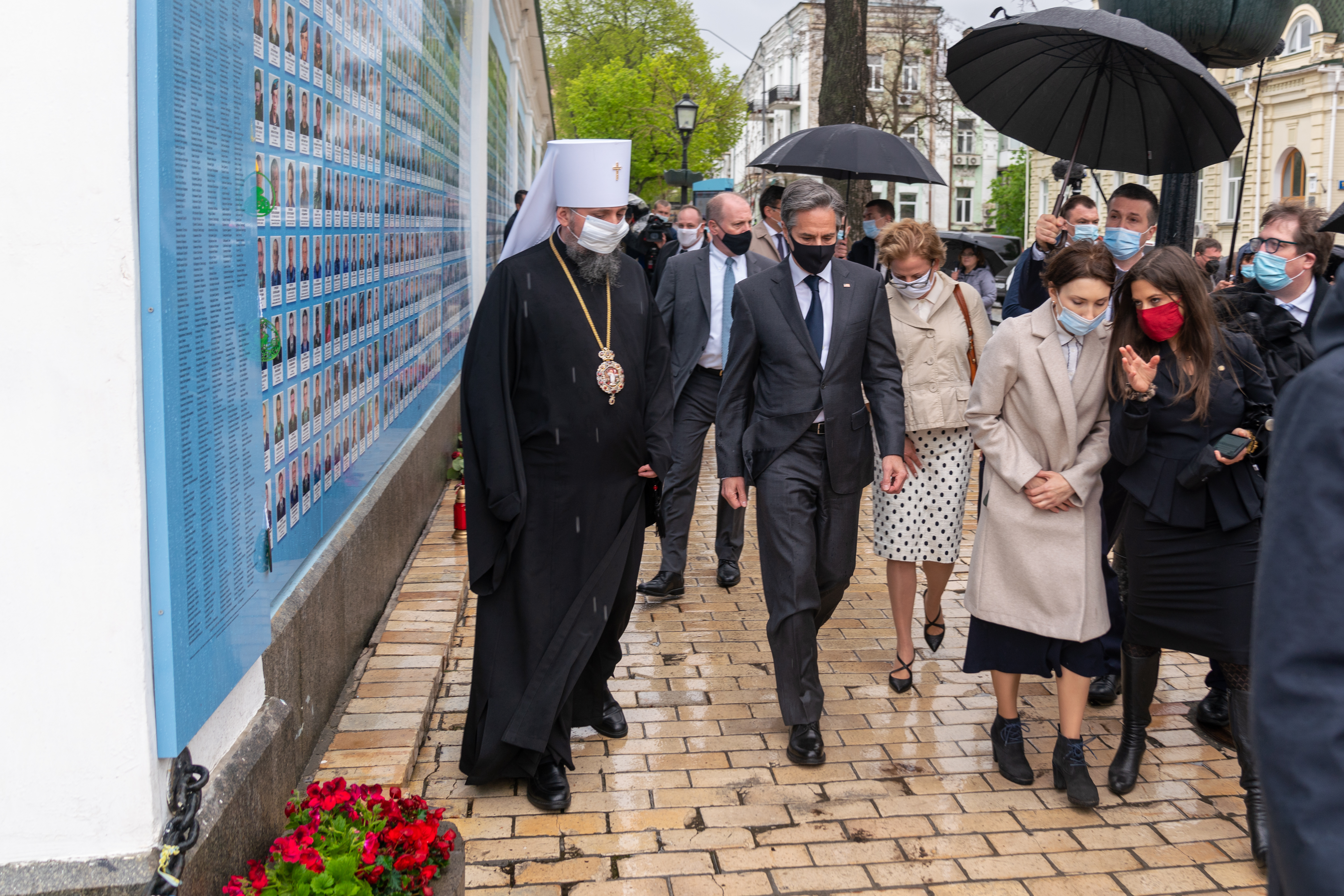
Tony Blinken.
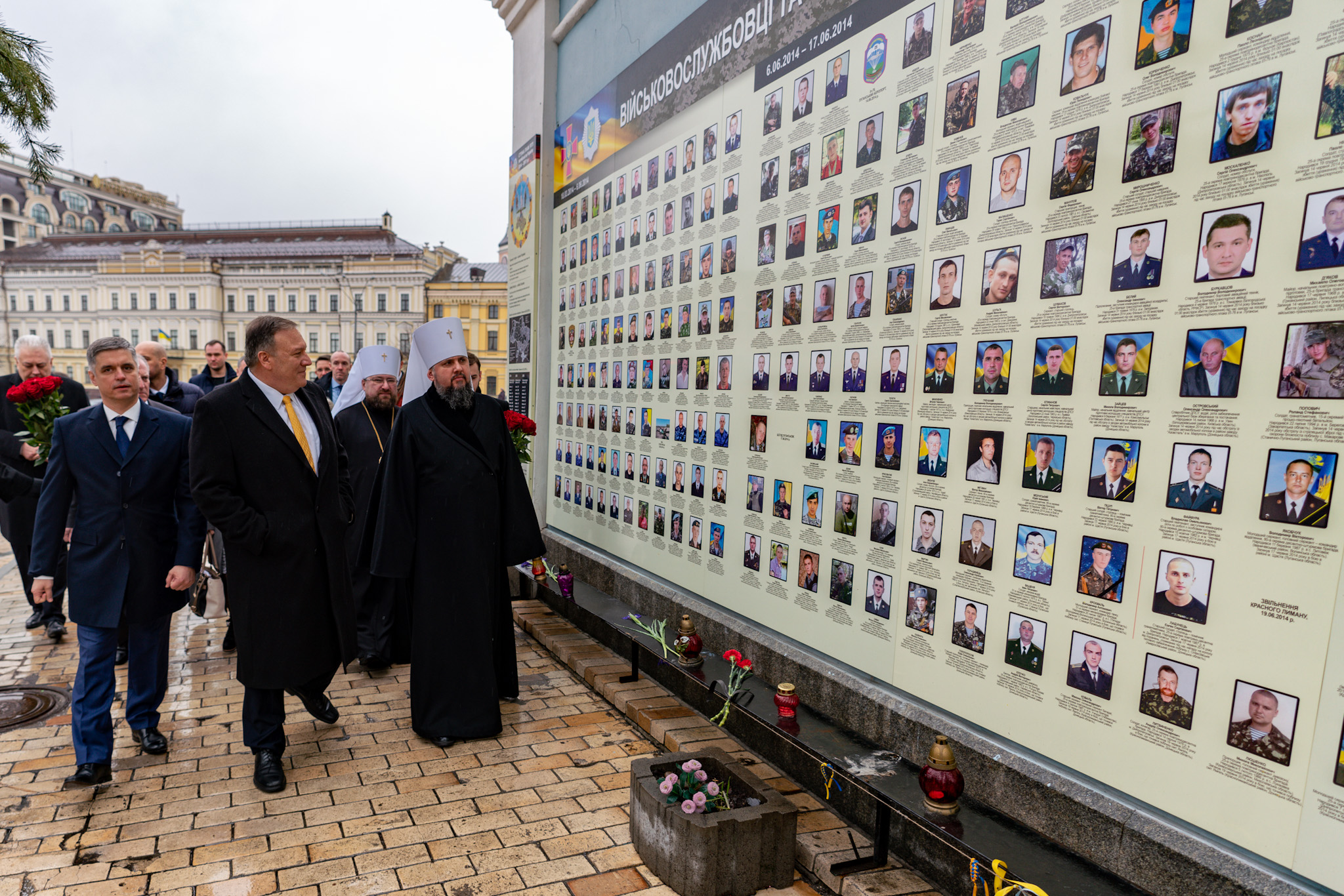
Mike Pompeo.
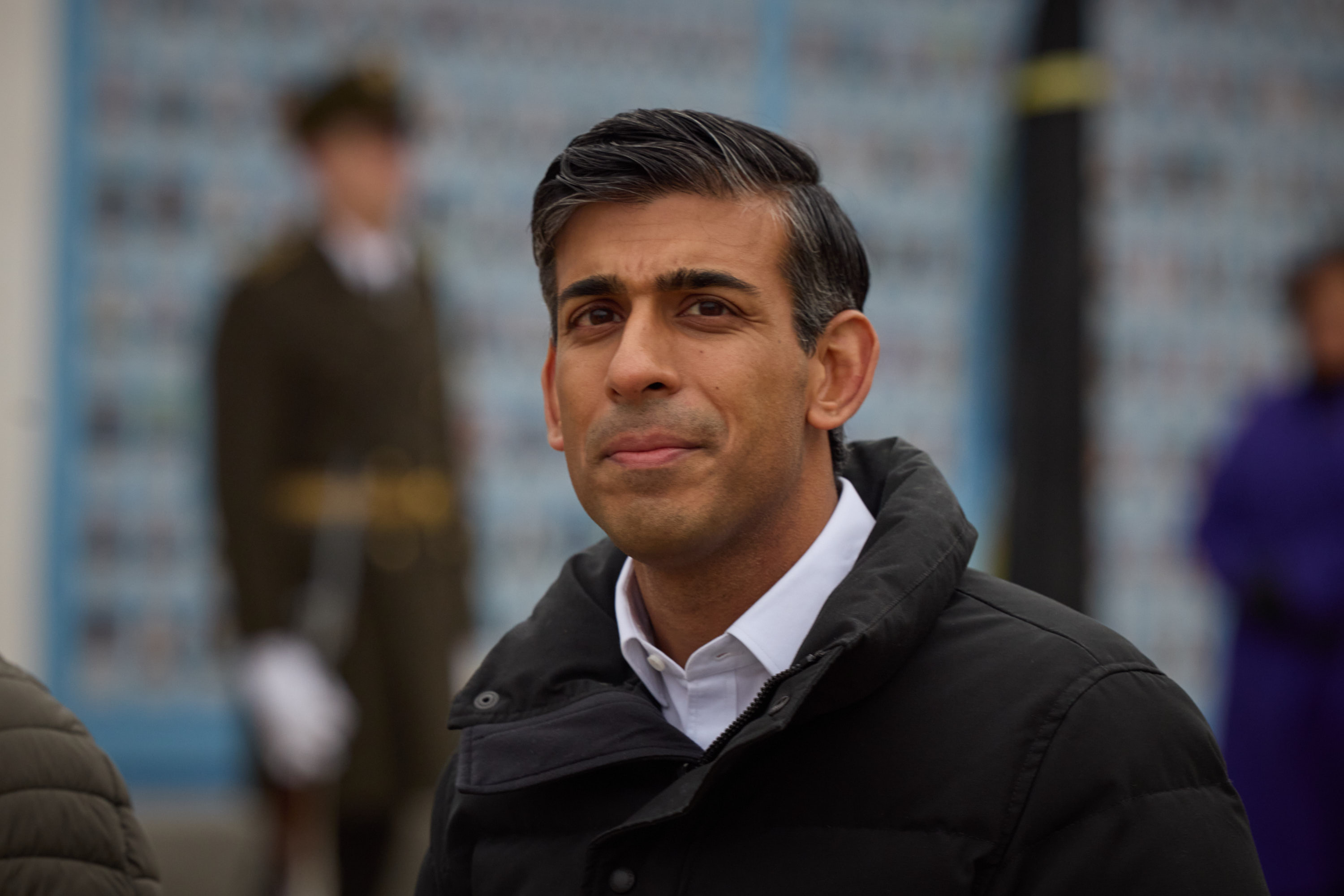
Rishi Sunak
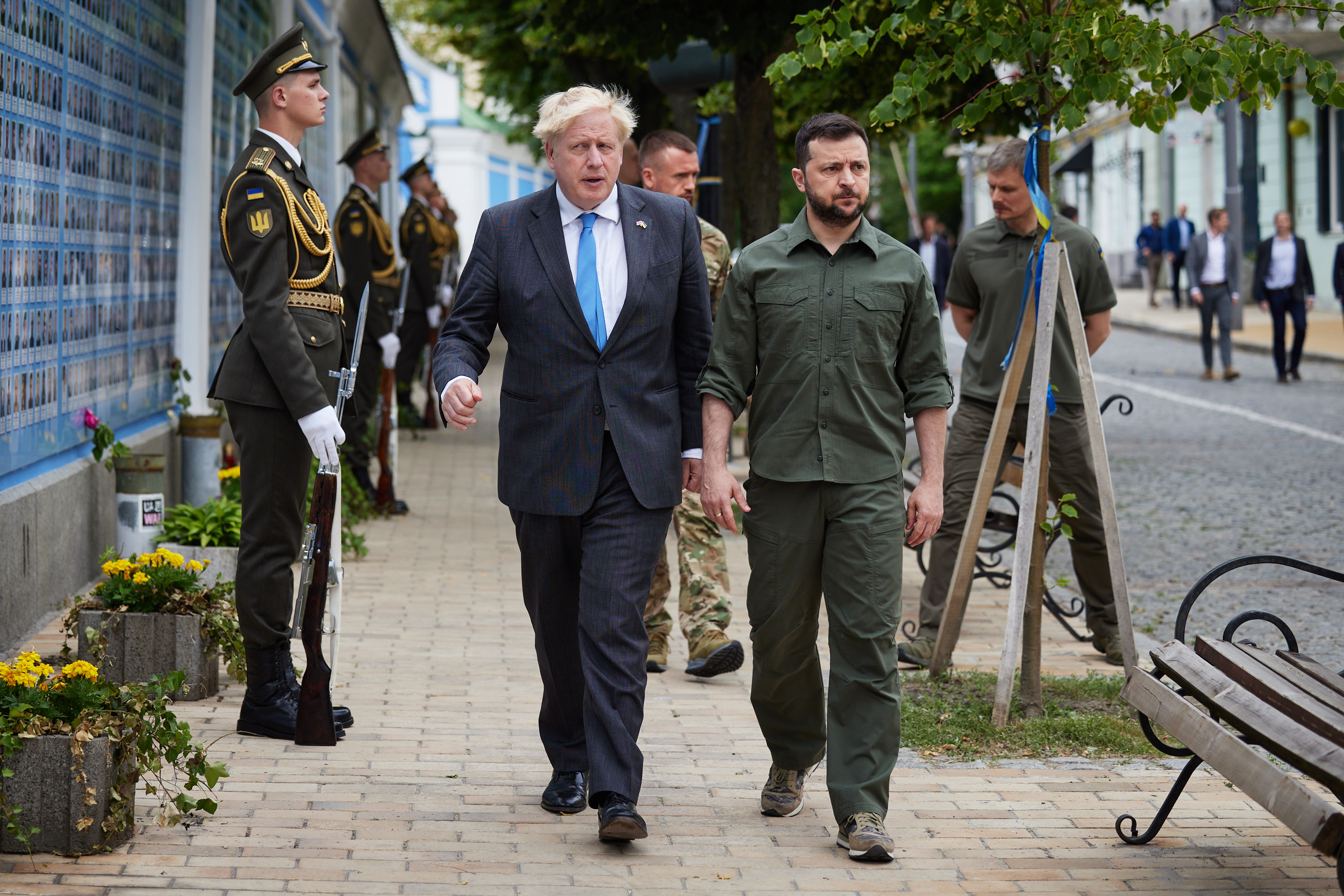
Boris Johnson et Volodymyr Zelensky.
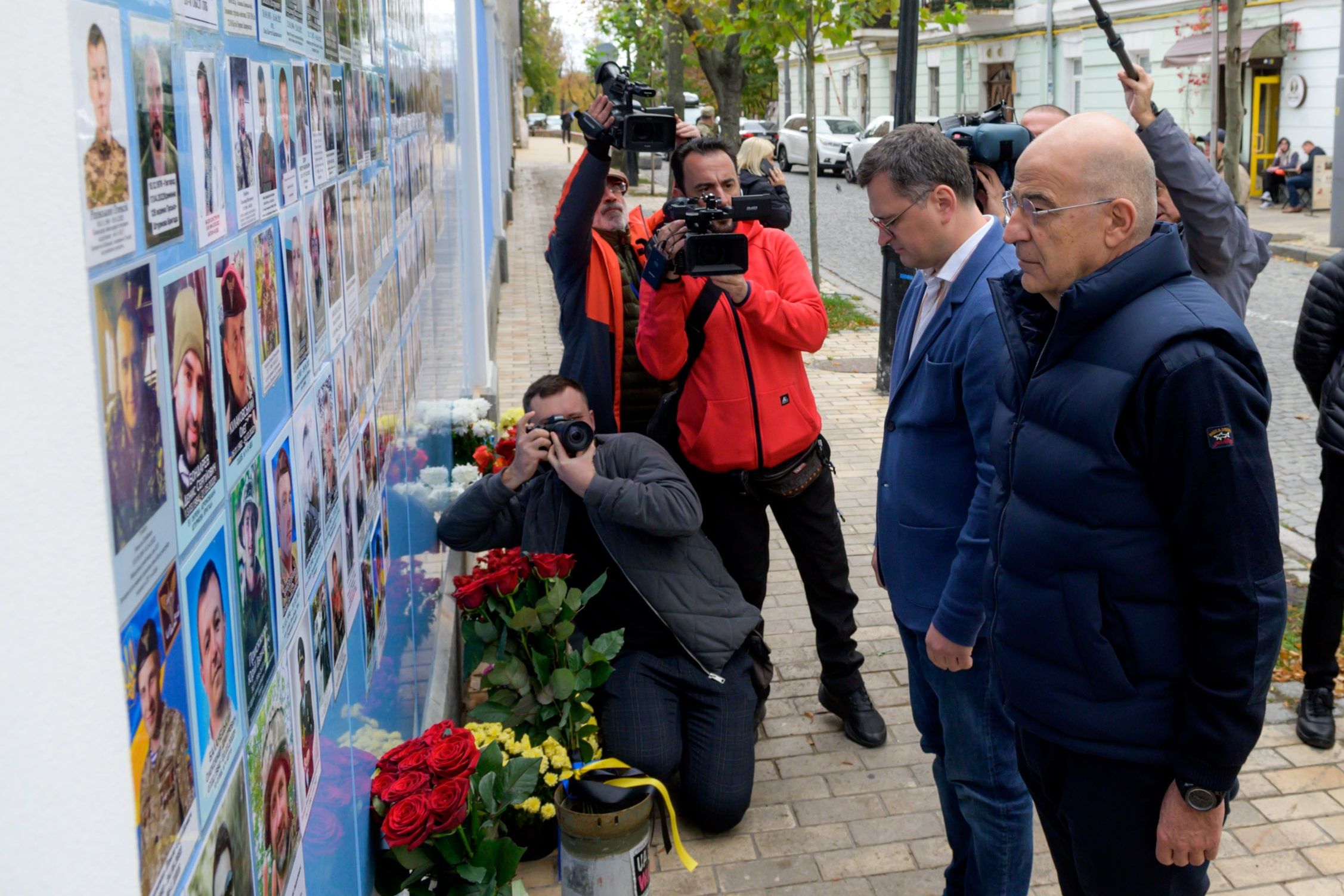
Nikos Dendias.
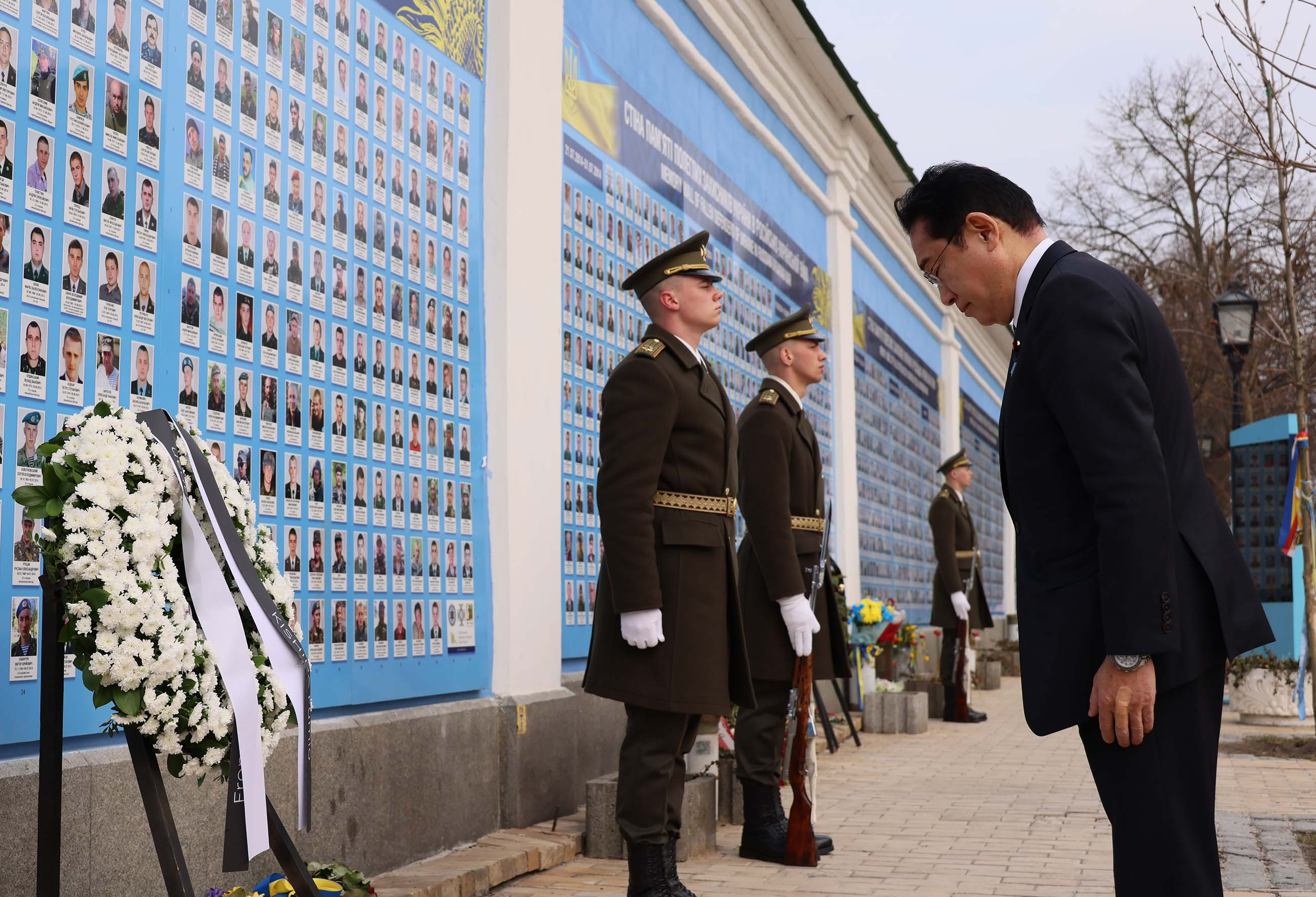
Fumio Kishida, mars 2023.
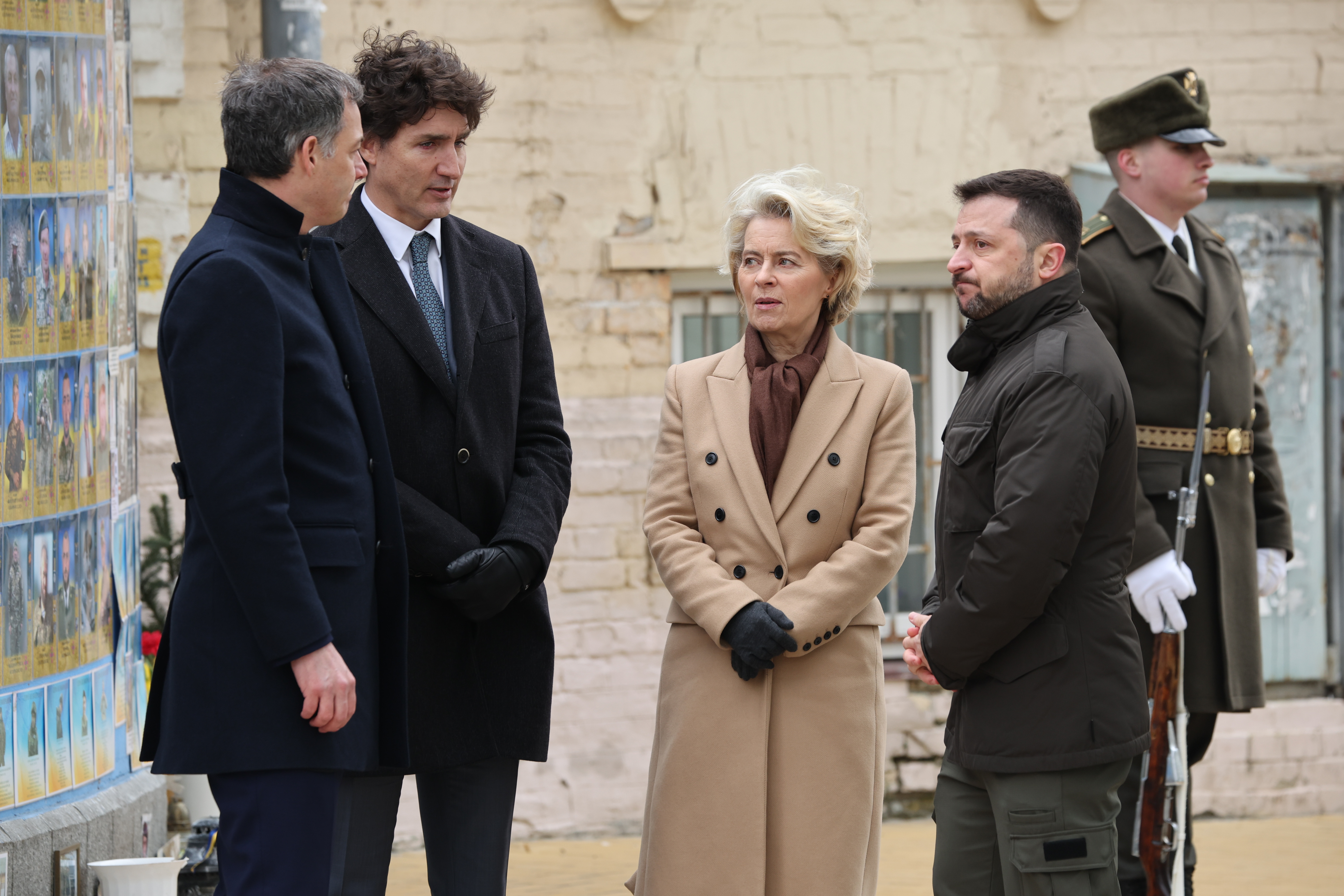
Ursula von der Leyen, Alexander De Croo et Justin Trudeau en février 2024.